# Agnes (TV-serie)
Agnes är en svensk komediserie i tolv delar från 2001, regisserad av Lena T. Hansson. I rollerna ses bland andra Pia Johansson, Jessica Zandén och Andreas Nilsson.
Serien handlar om frisörskan Agnes (Pia Johansson) som är änka och bor med sina två söner Torsten (Pascal Crépault Wibe) och Rasmus (Tin Carlsson). Hennes bror Robert (Andreas Nilsson) bor också där. Agnes chef är samtidigt hennes bästa väninna och är en riktig killtjusare. Under seriens gång tampas Agnes med olika problem mellan hem och jobb.

## Rollista
- Pia Johansson – Agnes
- Andreas Nilsson – Robert
- Jessica Zandén – Kicki
- Pascal Wibe – Torsten
- Tin Carlsson – Rasmus
- Gerd Hegnell – Dagmar
- Hans Lindgren – Sven
- Peter Haber – läraren
- Grethe Bøe – Astrid
- Leif Andrée – hovmästaren
- Rafael Edholm – Sagas pappa
- Josefin Edvardsson – Saga
- Niklas Falk – Janne
- Gudrun Henricsson – kunden
- Brad Johnson – Hubert
- Stina Rautelin – kassörskan
- Johan Rheborg – Björn
- Allan Svensson – förälder
- Denize Karabuda – Randa
- Bengt Järnblad – tandläkaren